# John Harmon (Komponist)
John Harmon (* 1937 in Oshkosh, Wisconsin) ist ein US-amerikanischer Komponist, Jazzpianist und Musikpädagoge.
Harmon studierte bis 1957 an der Lawrence University und besuchte Sommerkurse mit dem Jazzpianisten Oscar Peterson. Er arbeitete einige Zeit als Pianist und Arrangeur in New York und unternahm 1963 als Leiter eines Jazz-Trios eine Europatournee. Nach seiner Rückkehr nahm er mit dem Saxophonisten Yusef Lateef das Album Lost in Sound auf und ging dann an die State University of New York, wo er bei dem belgischen Komponisten Henri Pousseur studierte.
Von 1971 bis 1974 leitete er das Jazz-Studienprogramm der Lawrence University. 1974 gründete er das Nonett Matrix, mit dem er fünf Alben einspielte (Matrix (bei Ultra Nova), Matrix (bei RCA Victor), Tale of the Whale, Wizard und Harvest). Außerdem komponierte er für das Matrix-Ensemble und Orchester die beiden Werke Ulysses (1975) und Childman of Ortelga (1977). Für Flora Purim komponierte er im Auftrag der Foundation of New American Music die Suite for Flora (UA 1979), im Auftrag der Duluth Symphony die Tondichtung Wolf River für Trompete und Orchester für den Jazztrompeter Bobby Shew (UA 1985).
Nach der Auflösung von Matrix gründete Harmon 1981 die Gruppe Fire and Ice, mit der er die Alben Island Dancer (1983) und Sweet Thunder (mit Janet Planet) einspielte. Daneben unterrichtete er in Highschools u. a. in Fond du Lac, Stevens Point, Two Rivers, Hilbert, Verona, Oconomowoc und Fish Creek, ist seit 1991 Composer in Residence des Red Lodge Summer Music Festival in Montana und ist Professor an der University of Wisconsin-Oshkosh.
Von seinen Kompositionen, die Werke für Soloinstrumente und Kammerensemble, Blaskapellen und Jazzensemble, Gesangssolisten und Chor umfassen, sind mehr als 160 im Druck erschienen. Harmon wurde u. a. mit dem Jazziz Award (1998), dem Renaissance Award der Lawrence University (1999), dem Distinguished Service Award der Wisconsin State Music Association und dem Wisconsin Artist Fellowship (2001), einem Ehrendoktortitel der Lawrence University und dem Wisconsin Academy of Science, Arts, and Letters Fellowship (2005) und dem Distinguished Service Award der International Association of Jazz Educators (2006) ausgezeichnet.